# Marius Bako
Marius Bako (22 febbraio 1985) è un ex calciatore francese, di ruolo centrocampista.

## Carriera

### Club
Dal 2006 gioca nella squadra neocaledoniana del Gaïtcha.

### Nazionale
Dal 2010 gioca con la Nazionale di calcio della Nuova Caledonia, dove vanta 16 presenze e 3 reti.